# József Csikány
József Csikány (* 26. April 1943 in Budapest) ist ein ehemaliger ungarischer Schwimmer. Er gewann bei Europameisterschaften zwei Bronzemedaillen.

## Sportliche Karriere
In Rom bei den Olympischen Spielen 1960 erreichten acht Lagenstaffeln das Finale. Die ungarische Staffel mit József Csikány, György Kunsági, László Kiss und László Lantos schwamm die neuntbeste Vorlaufzeit und verfehlte den Finaleinzug um 0,9 Sekunden. Über 100 Meter Rücken schied József Csikány als 12. im Halbfinale aus. Zwei Jahre später bei den Europameisterschaften 1962 in Leipzig gewann Csikány die Bronzemedaille über 200 Meter Rücken hinter Leonid Barbijer aus der Sowjetunion und Wolfgang Wagner aus der DDR. Dabei hatte er 0,6 Sekunden Rückstand auf Wagner und eine Sekunde Vorsprung auf den viertplatzierten Niederländer Jan Weeteling. Mit der Lagenstaffel wurde Csikány Fünfter. 1963 bei der Universiade in Porto Alegre siegte Csikány mit der ungarischen Lagenstaffel. Über 200 Meter Rücken gewann er mit 2,4 Sekunden Vorsprung auf Weeteling.
1964 bei den Olympischen Spielen in Tokio erreichte Csikány das Halbfinale über 200 Meter Rücken und wurde Elfter der Gesamtwertung. In der Lagenstaffel erreichten József Csikány, Ferenc Lenkei, József Gulrich und Gyula Dobay das Finale und belegten den sechsten Platz. 1965 gewann Dobay bei der Universiade in Budapest die Bronzemedaille mit der Lagenstaffel.
Der 1,88 Meter große József Csikány schwamm für Ferencváros Budapest.